# 林涛 (电子学家)
林涛，同济大学电子与信息工程学院，研究方向为系统集成芯片等，中国教育部第六批“长江学者”特聘教授，神芯Ⅰ号主设计师，曾取得数十项专利，博士毕业于日本东北大学。